# Sinohydro
Sinohydro Corporation es una empresa constructora china.

## Historia
Desde la década de 1950, Sinohydro Corporation ha llevado a cabo la construcción de más del 70% de los grandes y medianos proyectos hidroeléctricos y de conservación de agua en China, con una capacidad total instalada que supera los 100 millones de kilovatios. Al mismo tiempo que se dedica a la construcción de ingeniería, la empresa llevó a cabo de forma activa y constante negocios de inversión y financiación, invirtió en la construcción de una serie de proyectos energéticos de alta calidad, como energía hidroeléctrica, energía de carbón, energía fotovoltaica, energía eólica, etc., proyectos de desarrollo inmobiliario y proyectos de autopistas BOT, ha llevado a cabo sucesivamente contratos de construcción y cooperación económica y técnica. Tiene el 50% de la participación en el mercado mundial en la construcción de obras de conservación del agua y energía hidroeléctrica.

## Tamaño y alcance
Sinohydro Corporation ha establecido seis sedes regionales en Asia, África, Europa, América y otras regiones.

## Servicios
Sinohydro Corporation se dedica principalmente a la contratación general de proyectos de construcción de energía hidroeléctrica y de conservación de agua, y a los servicios relacionados con estudio, diseño, construcción, consultoría, supervisión y otros servicios auxiliares, así como a la fabricación, instalación y comercialización de equipos electromecánicos y maquinaria de construcción, diseño de ingeniería, construcción, consultoría y supervisión de energía eléctrica, carreteras, ferrocarriles, puertos y aeropuertos, así como viviendas, instituciones públicas municipales y ferrocarriles urbanos. Además se dedica a la inversión y financiación, negocios de comercio de importación y exportación.

## Proyectos destacados
Sinohydro Corporation ha construido numerosas centrales hidroléctricas, como las Tres Gargantas del río Yangtsé, con una capacidad total instalada que supera los 200 millones de kilovatios. A nivel mundial, Sinohydro ha construido: 
- Central Hidroeléctrica de Bakun en  Malasia[4]
- Central Hidroeléctrica de Merowe en  Sudán[5]
- Proyecto Hidroeléctrico de Tekeze en  Etiopía
- Presa de Jatigede en  Indonesia[6]
- Central Hidroeléctrica de Bui Dam en  Ghana
- Sistema de Canales de Desviación de Inundaciones de Wroclaw en  Polonia
- Proyecto de Mejora del Río Padma en  Bangladés
- Proyecto Fotovoltaico de 233MW en  Argelia
- Proyecto de Contratación EPC de Energía Eólica de 100MW en Kazajstán
- Pista del Airbus A380 en el Nuevo Aeropuerto Internacional de Doha
- Proyecto de metro T217 y T227 de la línea Thompson en  Singapur
- Proyecto de la Autopista Nairobi-Thika en  Kenia
- Proyecto del Puente Kopuos en Sihanoukville  Camboya
- Proyecto del Estadio de Benguela en  Angola
- Proyecto de la Escuela de Negocios de la Ciudad Universitaria en  Kuwait
- Central Hidroeléctrica Coca Codo Sinclair en  Ecuador
- Doble vía El Sillar   Bolivia

## Reconocimientos y premios
Varios proyectos realizados por Sinohydro Corporation han ganado los premios Luban Award, Gold Quality Award, Silver Quality Award, Outstanding Engineering Award, Safety, Quality and Environment Award, otorgados por gobiernos nacionales y locales. También ha logrado resultados notables en el campo de la construcción no hidroeléctrica, como el transporte, los edificios municipales, industriales y civiles.

## Controversias
En Ecuador, la construcción de la central hidroeléctrica Coca Codo Sinclair ha sido sujeto de múltiples controversias, por problemas en su construcción y por acusaciones de corrupción en su contratación. 